# エセル・リリアン・ヴォイニッチ
エセル・リリアン・ヴォイニッチ (Ethel Lilian Voynich, 1864年5月11日 - 1960年7月27日)は、アイルランド生まれの小説家。旧姓はブール(Boole)。

## 生涯
アイルランドのコーク郊外で生まれる。父はブール代数の創始者ジョージ・ブール、母はジョージ・エベレストの姪で数学者のメアリー・エベレストである。エセルは5人姉妹の五女であり、姉に四次元空間の事象で知られる数学者アリシア・ブール・ストット、科学者ルーシー・エベレスト・ブール、数学者チャールズ・ハワード・ヒントンの妻メアリー・エレン・ヒントンがいる。エセルがのちに婚約した夫ウィルフリッド・ヴォイニッチはヴォイニッチ手稿の冠名で知られている。
エセルは父の没後、イングランドに渡り、ロンドンやランカシャーで育つ。少女時代からピアノの手ほどきをうけ、1882年から1885年までドイツのベルリンにある音楽学校で学ぶ。この頃、革命思想に感化され、イングランド帰国後にアナキストのセルゲイ・クラヴチンスキーからロシア語を学ぶ。1887年夏にペテルブルクへ渡って1889年まで家庭教師として働く。帰国後、1890年4月に発足したロシア自由支持者会が発行する機関誌『自由ロシア』の編集に携わった。時期を前後してエリノア・マルクス、オスカー・ワイルド、ジョージ・バーナード・ショー、フリードリヒ・エンゲルス、ウィリアム・モリスらと親交を深める。並行してポーランドの革命家ウィルフリッド・ヴォイニッチと出会い、のちの1902年に婚約した。夫ウィルフリッドはエセルと出会ったあと古書籍商を始めて、1912年にイタリアでヴォイニッチ手稿を発見した。– ウィルフリッドの死後、エセルは自身が亡くなる1960年までヴォイニッチ手稿を所有している。– その後、夫ウィルフリッドはアメリカ合衆国のニューヨークで古書店を開店し、最終的にエセルもニューヨークに渡る。翻訳家として生計を立てガルシンの著作やショパンの書簡を英訳する。さらに現地の音楽学校で教師に着任。1960年にニューヨークで没す。天文学者タマラ・スミルノワが発見した小惑星(2032) Ethelや、金星のクレーターのヴォイニッチはそれぞれ彼女の名に因んで命名されている。

## 著作
ヴォイニッチは生涯に長編小説を5作発表しているが、特に名声を誇るのが1897年刊行の長編小説『あぶ』（原題：The Gadfly）である。革命闘争を描いた本作は敬虔なカトリック信徒のイングランド人である主人公のアーサー・バートンが、司祭に成るべくイタリアに留学したがやがて革命闘争に巻き込まれていき、最後は悲劇的結末を迎えるという物語である。本作はソビエト連邦でロングセラーを記録している。時代を超えて『あぶ』はテレビドラマや映画化を始めとして、オペラ、バレエ、ミュージカル、演劇で幾多採用されている。先立つこと1898年にアイルランドの劇作家ジョージ・バーナード・ショーにより戯曲化されている。ソ連国内だけで4度映画化されているがそのなかでも最も有名なのは1955年に封切られた映画『あぶ』であり監督はアレクサンドル・ファインツィンメル、主演はオレーグ・ストリジェーノフ、映画音楽を作曲家ドミートリイ・ショスタコーヴィチが担当し、特に楽章『ロマンス』は名曲と誉れ高くソ連内外で名高い。それから1928年に初演された本作原作のソ連のオペラ『Праздник крови』の序幕を作曲家セルゲイ・プロコフィエフが担当していることはよく知られている。ヴォイニッチは本作が好評を博したことから1910年刊行『An Interrupted Friendship』や1945年刊行『Put Off Thy Shoes』といった『あぶ』の前日譚の小説2作をそれぞれ発表している。

## 目録

### 長編小説
- The Gadfly (1897年)   
  - 『うま蜂』 山越史郎訳　三一書房　(1952年)
  - 『あぶ』 佐野朝子訳 講談社 (講談社文庫) (1981年)
- Jack Raymond (1901年)
- Olive Latham (1904年)
- An Interrupted Friendship (1910年)
- Put Off Thy Shoes (1945年)

### その他
- Stories from Garshin (1893年)
- Nihilism as it is, being Stepniak's pamphlets (1894年)
- The Humour of Russia (1895年)
- Chopin's Letters (1931年)